# Dzong de Shigatsé
Le dzong de Shigatsé, aussi appelé dzong de Samdrubtsé (ancien et nouveau nom de la ville), est une forteresse construit au XVIe siècle sous le règne des rois de Tsang dans ce qui est alors la capitale du Tsang, Samdrubtsé. Il présente une similitude architecturale avec le Potala, mais il est de taille plus réduite et comprend des fortifications en forme de tourelles aux extrémités d'un palais rouge central. Totalement détruit au début des années 1960, il a depuis lors été reconstruit en béton[réf. nécessaire].

## Histoire
Le dzong de Shigatsé a été construit au XVIe siècle, avant le palais du Potala à Lhassa, édifice à la taille plus importante mais d’architecture proche, également érigé sur une colline. Il hébergea les rois de Tsang et leur servit initialement de siège de la fin du XVIe siècle au début du XVIIe siècle,,,. Leur règne prit fin en 1642 lorsque les armées mongoles combattant, selon Gary McCure, pour Lobsang Gyatso, le 5e dalaï-lama et la secte, ou école, des guélougpa, s'emparèrent de Samdrubtsé, capturant et tuant le roi. Pour Françoise Pommaret, Lobsang Gyatso, apprit avec surprise que son Zhalngo son trésorier l'avait fait en son nom.
La forteresse fut convertie en garnison militaire par les Chinois dans la première moitié du XVIIIe siècle avant de devenir, au XIXe siècle, la résidence du gouverneur du Tibet occidental.
Détruit lors du soulèvement de 1959, le dzong fut démantelé, pierre par pierre, lors de la révolution culturelle, apparemment par des centaines de Tibétains à l'instigation du gouvernement central chinois,.
Entre 2005 et 2007, le bâtiment a été reconstruit à partir de vieilles photos et sur des plans établis par le département d'architecture de l'université Tongji, le financement étant assuré par des dons provenant de Shanghai. La reconstruction a été réalisée en ciment et en béton[réf. nécessaire].

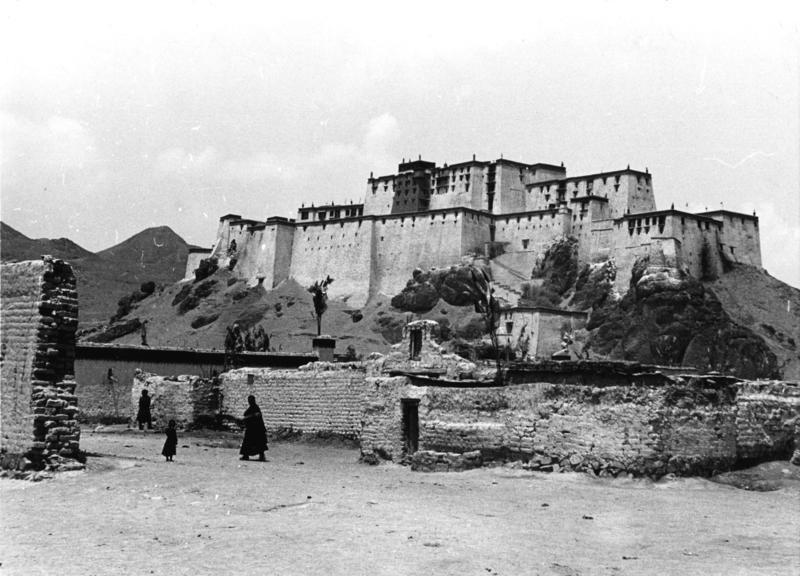
Le dzong de Shigatsé (ou de Samdrubtsé) (1938).
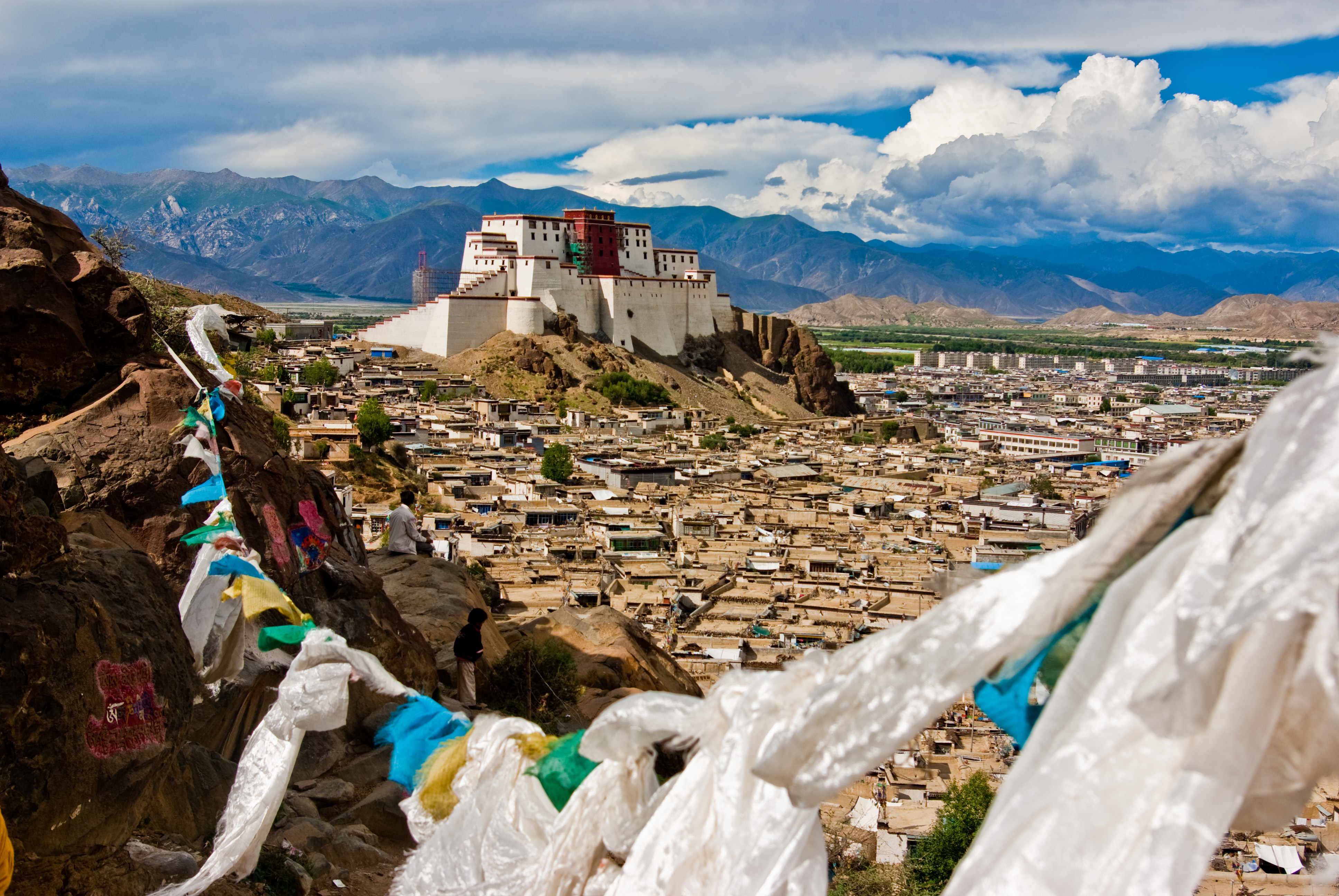
Le dzong reconstruit, vu de loin (2009).
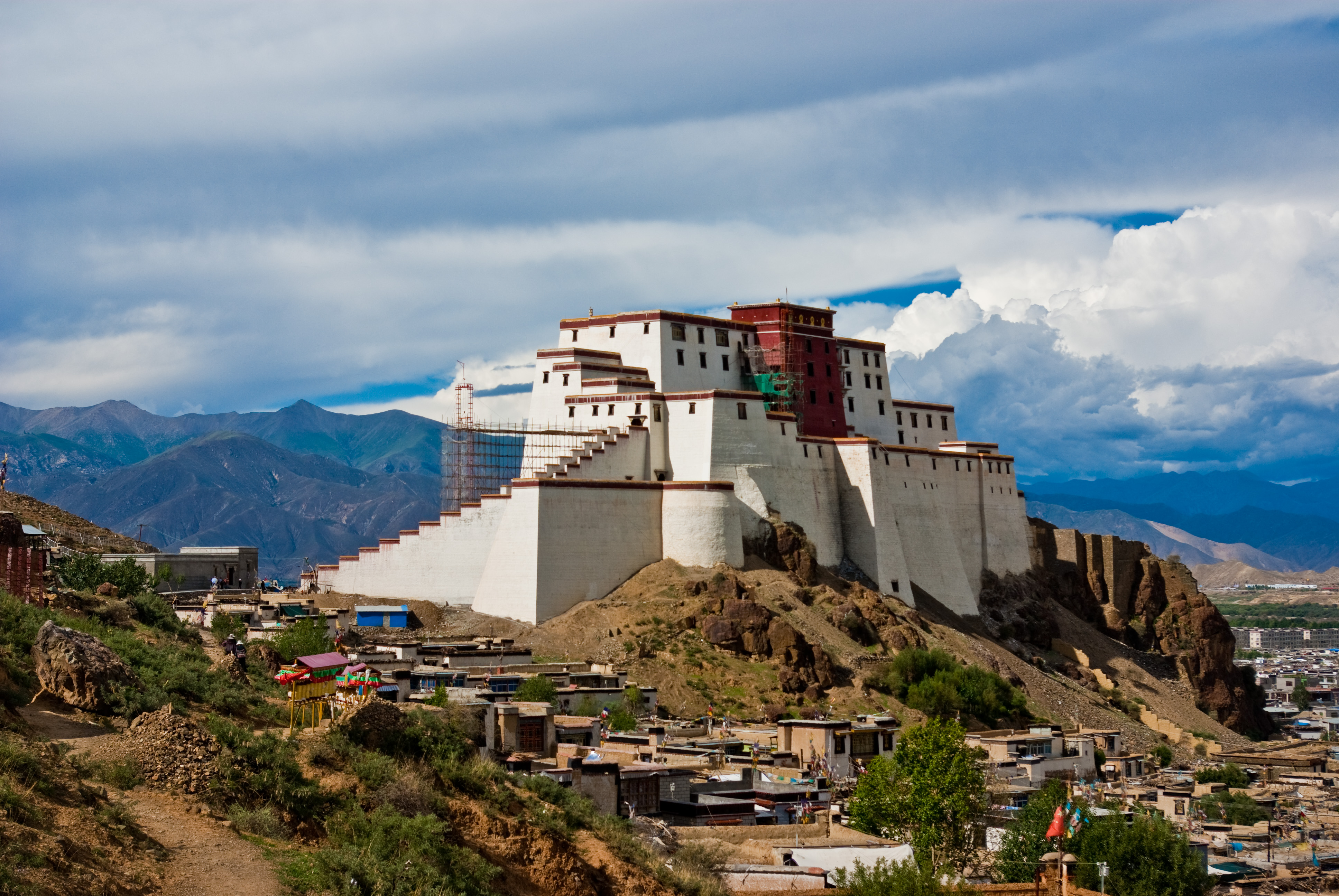
Le dzong reconstruit, vu de près (2009).